# Schwarzpunkt-Kofferfisch
Der Schwarzpunkt-Kofferfisch (Lactophrys bicaudalis) lebt im Golf von Mexiko, in der Karibik und im tropischen, westlichen Atlantik von den Bahamas und Florida bis zur Nordküste Brasiliens, sowie bei Ascension. Er ist ein Flachwasserbewohner, bevorzugt Tiefen von 5 bis 20 Metern „und geht maximal 50 Meter tief. Die Fische sind Einzelgänger und halten sich in ihrem Lebensraum in Fels- und Korallenriffen oft in Höhleneingängen und unter Überhängen auf.“ Die 45 bis 50 Zentimeter lang werdenden Fische haben, als Angehörige der Unterfamilie Ostraciinae, einen geschlossenen Körperpanzer, der nur Öffnungen für die Flossen, die Augen und das Maul hat. Charakteristisch für die Art sind zwei Stacheln kurz vor der Afterflosse. Die Farbe der Tiere ist meist ein schmutziges Weiß, helles Ocker oder Grau mit dunkelbraunen bis schwarzen Punkten und einigen größeren, verschwommenen mittelbraunen Flecken auf den Flanken und am Ansatz der Rückenflosse. Auch die Flossenstrahlen der Schwanzflosse tragen das schwarze Punktmuster. Die Mundregion der Tiere ist weiß.
Schwarzpunkt-Kofferfische ernähren sich von verschiedenen hartschaligen, wirbellosen Tieren wie Muscheln, Schnecken, Krebstieren, Seesternen, Schlangensternen, Seewalzen, Seeigeln und Seescheiden sowie von Algen und Seegras. 

## Fußnote
1. ↑   laktophrys ist ein gr. Kunstwort mit der Bedeutung „Stoßbraue“, von λακτίζω, „ausschlagen, stoßen“ – weil ursprünglich zu Lactophrys auch Arten mit Überaugendornen, „Hörnern“, zählten, die jetzt zu Acanthostracion gehören.